# Landau an der Isar
Landau an der Isar is een gemeente in de Duitse deelstaat Beieren, gelegen in het Landkreis Dingolfing-Landau. De stad telt 13.698 inwoners. In het jaar 1224 kreeg Landau stadsrechten.
Dingolfing ·
Eichendorf ·
Frontenhausen ·
Gottfrieding ·
Landau a.d.Isar ·
Loiching ·
Mamming ·
Marklkofen ·
Mengkofen ·
Moosthenning ·
Niederviehbach ·
Pilsting ·
Reisbach ·
Simbach ·
Wallersdorf